# Liste der Monuments historiques in Exincourt
Die Liste der Monuments historiques in Exincourt führt die Monuments historiques in der französischen Gemeinde Exincourt auf.

## Liste der Immobilien
| Bezeichnung     | Beschreibung                               | Standort            | Kennzeichnung | Schutzstatus | Datum | Bild           |
| --------------- | ------------------------------------------ | ------------------- | ------------- | ------------ | ----- | -------------- |
| Château Sattler | herrschaftliches Wohnhaus, bezeichnet 1714 | 2 Grande Rue (Lage) | PA00101643    | Inscrit      | 1984  | weitere Bilder |

## Liste der Objekte
| Bezeichnung | Beschreibung          | Standort                          | Kennzeichnung | Schutzstatus | Datum | Bild |
| ----------- | --------------------- | --------------------------------- | ------------- | ------------ | ----- | ---- |
| Oblatendose | Zinn, 18. Jahrhundert | in der lutherischen Kirche (Lage) | PM25000704    | Classé       | 1961  |      |
| Teller      | Zinn, 18. Jahrhundert | in der lutherischen Kirche (Lage) | PM25000703    | Classé       | 1961  |      |